# Saint-Sauveur (Alto Garona)

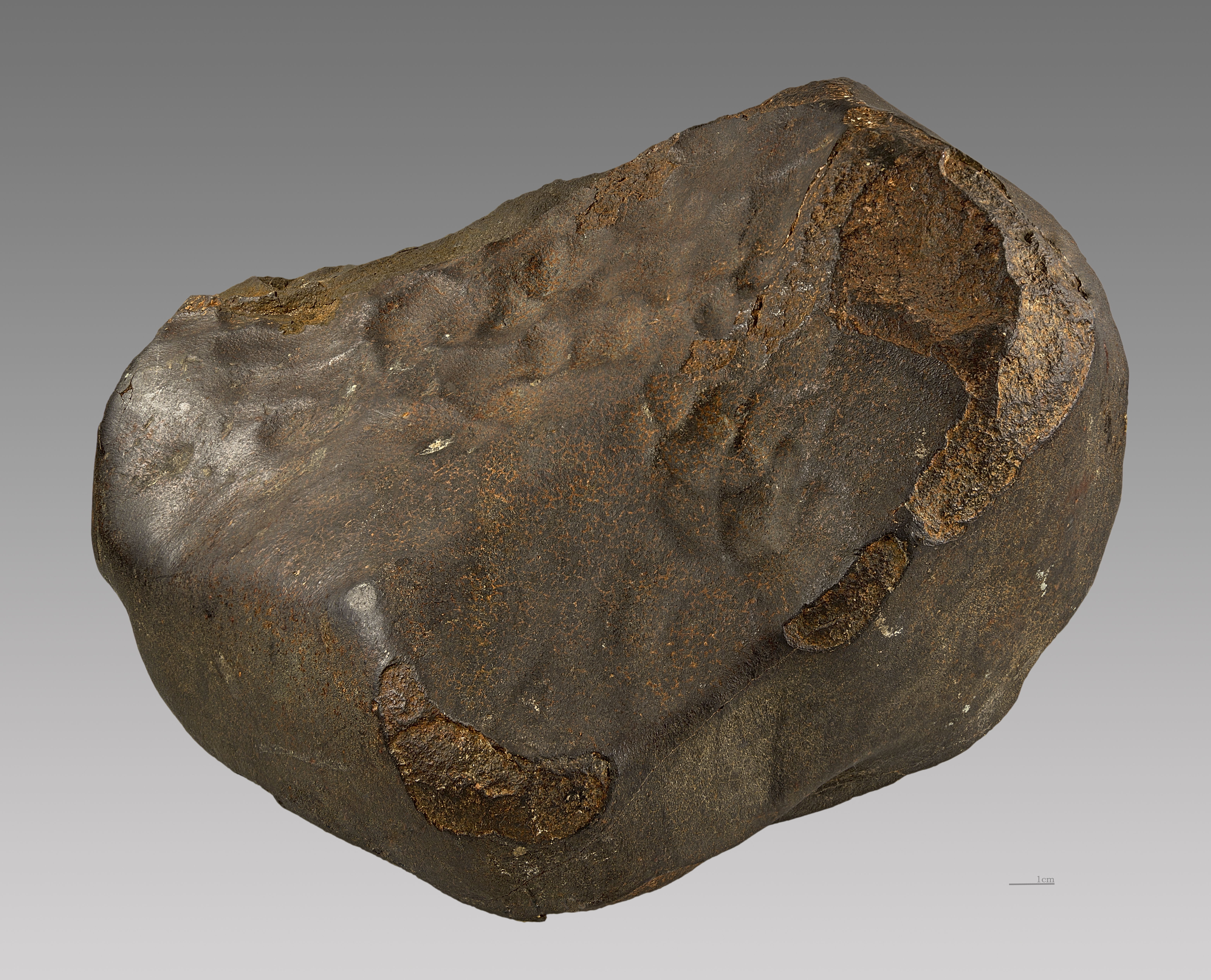
Chondrite EH5 « Saint-Sauveur »

 Saint-Sauveur  es una población y comuna francesa, en la región de Mediodía-Pirineos, departamento de Alto Garona, en el distrito de Toulouse y cantón de Fronton.

## Demografía
| 309 | 538 | 912 | 1093 | 1159 | 1309 |
| Para los censos de 1962 a 1999 la población legal corresponde a la población sin duplicidades (Fuente: INSEE [Consultar]) |     |     |      |      |      |

## Monumento
La iglesia de San Salvador, monumento histórico.

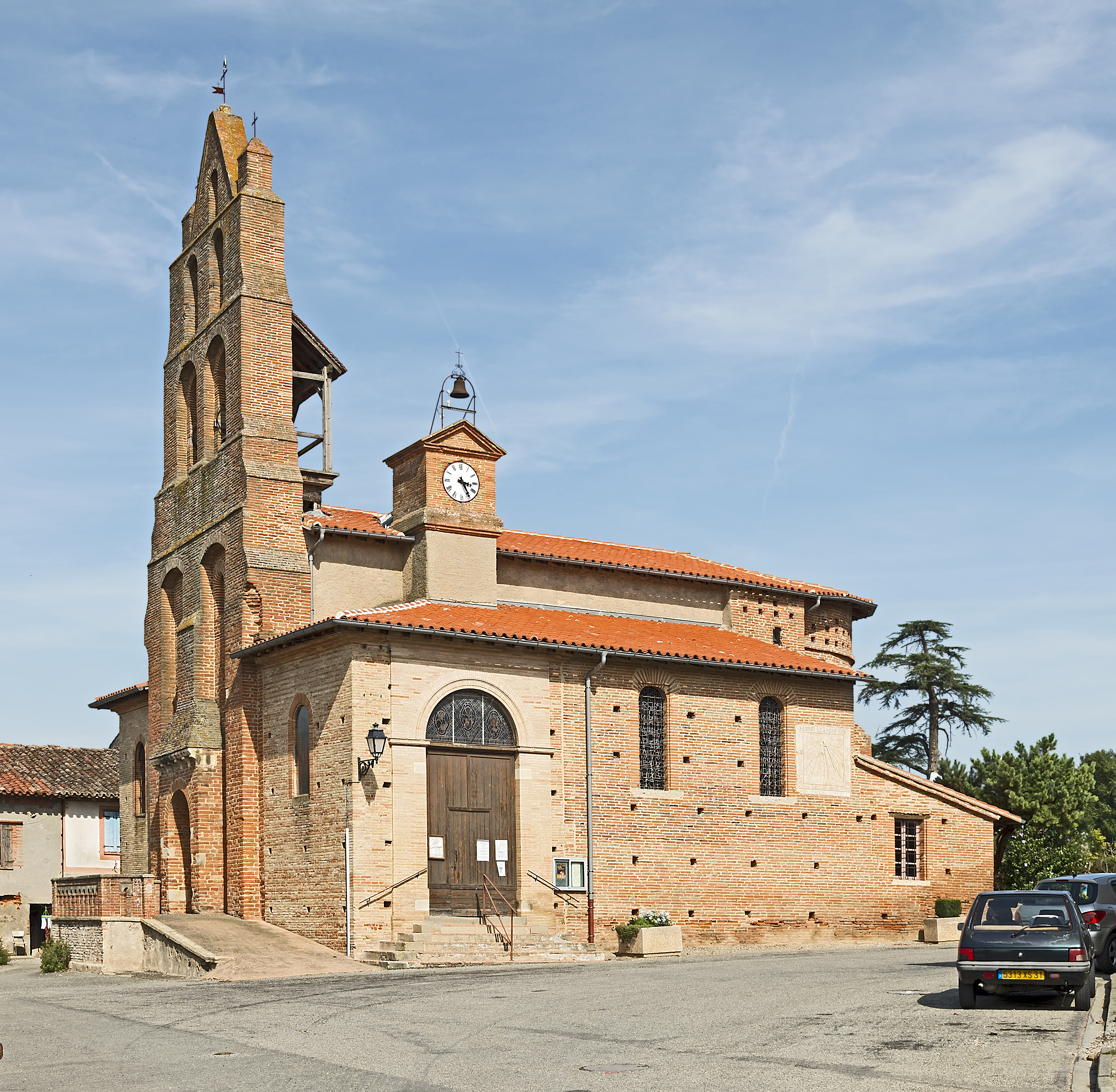
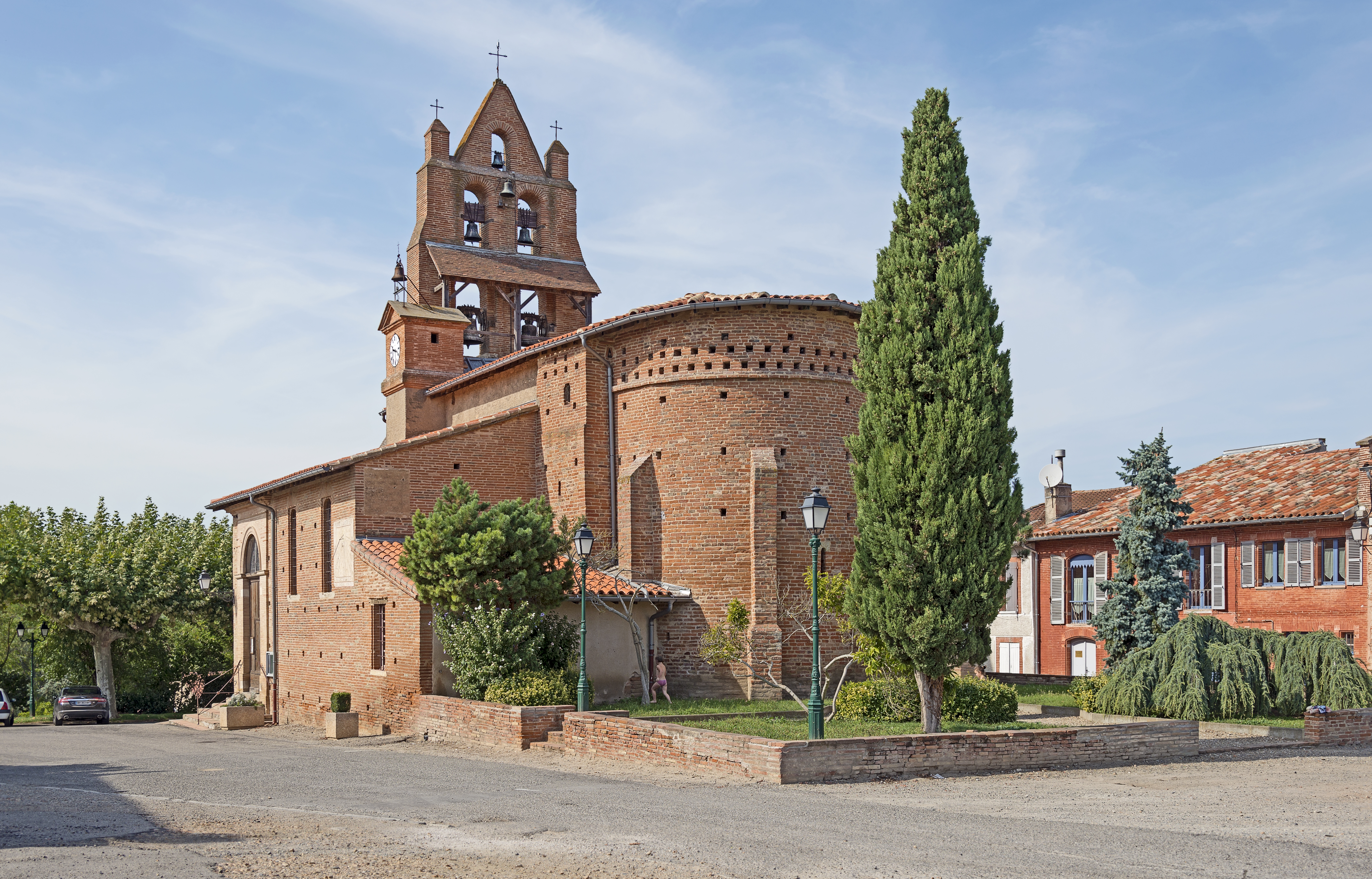
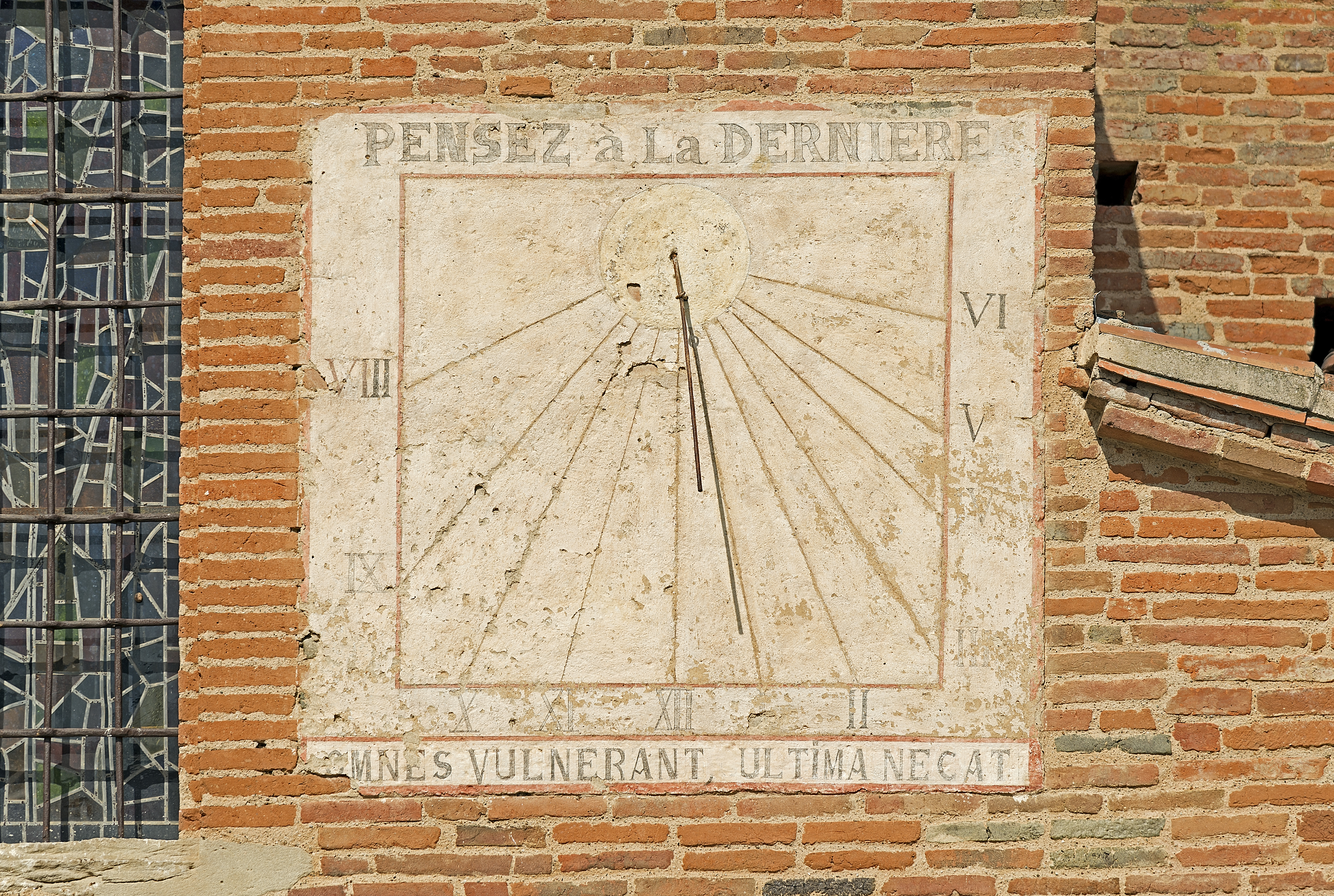